# Biotopo Lago Costa
Il Biotopo Lago Costa è un'area naturale protetta del Trentino-Alto Adige istituita nel 1992.
Occupa una superficie di 3,83 ha nel comune di Pergine Valsugana, in Provincia autonoma di Trento.

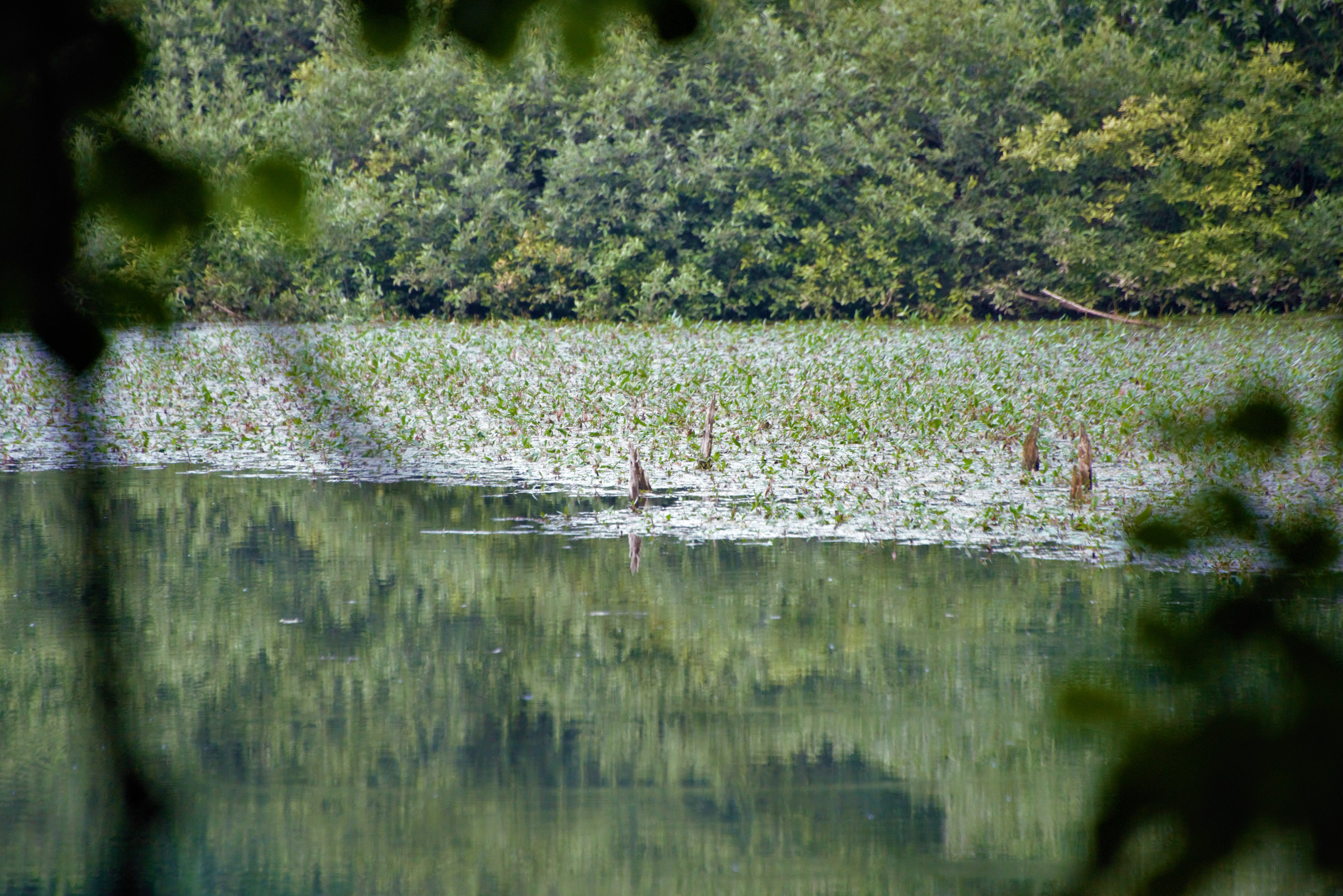
Vegetazione acquatica sul lago